# Gretel Leroy
Gretel Leroy is een Belgisch voormalig acro-gymnaste. 

## Levensloop
Leroy was actief bij Sportac'86.
Samen met Evelyne Verleye behaalde ze brons in de discipline 'tempo' bij de 'dames duo' op de Europese kampioenschappen van 1993.